# Todo el poder
Todo el poder er en mexicansk krimifilm som handler om en dokumentarfilmproducent, Gabriel (Demian Bichir) som ofte bliver udsat for røveri i Mexico City. Efter at han ikke bliver taget seriøs af politiet, bestemmer han sig for at undersøge hvem som står bag kriminaliteten. Sofía (Cecilia Suárez), en arbejdsløs skuespilleraspirant, hjælper Gabriel med at bekæmpe et kompliceret korruptionsnetværk som har specialiseret sig i røverier.